# Shogun (miniserie uit 1980)
De Amerikaanse vijfdelige televisie-miniserie Shogun (of Shōgun) is een historisch drama uit 1980, gebaseerd op de gelijknamige roman van James Clavell uit 1975.

## Verhaal
De miniserie is losjes gebaseerd op de waargebeurde avonturen van de Engelse scheepsnavigator William Adams, die in 1600 naar Japan reisde en er de positie van samoerai verwierf in dienst van de shōgun, titel van de lokale opperbevelhebber. De serie vertelt de ervaringen van de fictieve Engelsman John Blackthorne in de politieke intriges van het feodale Japan aan het begin van de 17e eeuw.

## Productie
Shogun werd geproduceerd door Paramount Television en voor het eerst uitgezonden in de Verenigde Staten op NBC gedurende vijf avonden tussen 15 en 19 september 1980. De miniserie is geschreven door Eric Bercovici en geregisseerd door Jerry London. De hoofdrollen zijn voor Richard Chamberlain (John Blackthorne), Toshiro Mifune en Yoko Shimada, met een grote ondersteunende cast. Clavell diende als uitvoerend producent. De serie werd op voornamelijk op locatie in Japan gefilmd, met daarnaast enkele setopnames in de lokale filmstudio van Toho.
Shogun werd een groot commercieel succes en leidde tot betere bekendheid van de Japanse cultuur in de Verenigde Staten. Een filmmontage van de serie werd uitgebracht in de westerse bioscopen. In Japan werd de serie minder op prijs gesteld omdat de historische beeldvorming van het land er niet als authentiek werd ervaren.
De historische roman van Clavell werd in 2024 opnieuw als miniserie uitgebracht, tevens genaamd Shōgun, met Hiroyuki Sanada, Cosmo Jarvis en Anna Sawai in de hoofdrollen.